# Alois Heuyng

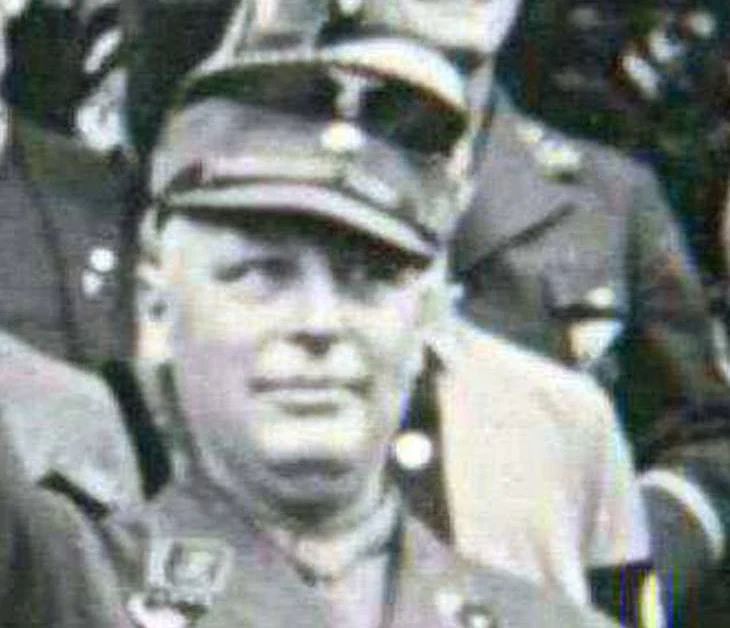
Alois Heuyng

Alois Josef Heuyng, auch Aloys Heuyng, (* 24. Mai 1890 in Neuß; † 18. September 1973 in Krefeld) war ein deutscher Kommunalpolitiker der NSDAP. Er war ab 1933 Oberbürgermeister der 1940 aufgelösten Stadt Krefeld-Uerdingen am Rhein. Von 1940 bis 1945 war er Oberbürgermeister der Stadt Krefeld.

## Leben
Er war der Sohn eines Reichsbahnbeamten. Nach dem Schulbesuch studierte er Volkswirtschaft und promovierte. Er wurde Syndikus des Verbandes der Metallindustriellen des linken Niederrheins. Zum 1. Mai 1932 trat er der NSDAP bei (Mitgliedsnummer 1.156.717)  und wurde am 8. Juli 1933 zum kommissarischen Oberbürgermeister von Krefeld-Uerdingen anstelle seines beurlaubten Amtsvorgängers Heinrich Hüpper ernannt und am 7. September 1933 definitiv von der Stadtverordnetenversammlung in dieses Amt für zwölf Jahre gewählt. Er blieb bis März 1945 und der Besetzung Krefeld durch US-Truppen im Amt. Am 1. März 1945 setzte er sich über die Rheinbrücke ab – erst nach Wuppertal, dann nach Holstein. Zuvor hatte er zur weiteren Verwaltung der Stadt eine „Restbehörde“ aus Untergebenen eingesetzt. Heuyng war SA-Mitglied und bis 1942 zum Obersturmbannführer in der SA-Gruppe Niederrhein aufgestiegen. Er war ferner Mitglied mehrerer Aufsichts- und Verwaltungsräte.
Während seiner Amtszeit in Krefeld-Uerdingen wurden am 9. November 1938 bei den Novemberpogromen die Synagogen niedergebrannt und Geschäfte jüdischer Kaufleute zerstört oder geplündert.
Bei der Entnazifizierung durch ein Spruchkammerverfahren wurde Heuyng nach 1945 in die Gruppe IV Mitläufer eingestuft und erhielt später bis zu seinem Lebensende eine Pension in Höhe von 1.400 DM von der Stadt Krefeld.